# Доња Сабанта
Доња Сабанта је насељено место града Крагујевца у Шумадијском Округу. Према попису из 2022. године, има 411 становника (према попису из 2011. године, било је 540 становника).

## Историја
Насеље је основано 1735. године. До Другог српског устанка, Доња Сабанта се налазила у саставу Османског Царства. Након Другог Српског Устанка, Доња Сабанта улази у састав Кнежевине Србије и руковођствено је припадала Јагодинској Нахији и Левачкој Кнежини,  све до 1834. године — када је Србија подељена на Сердарства.
Овде се налази Манастир Липар. Ђура Јакшић је учитељовао у селу 1865. године: споменик му је подигнут у октобру 1936. године.

## Географија
Подручје села Доња Сабанта налази се у врло централном делу Србије: у атару села Доња Сабанта, на око 7 километара јужно од центра града, налази се географски центар Србије. Доња Сабанта је оивичена висовима Жежеља, са севера; Дубова, са запада; брда изван речице Осеница, са истока; док је – са јужне стране – отворен простор према Горњој Сабанти. У овом селу су насеља Средња Мала, Чарковац и Џепаре. Кроз засеок Средња мала у Доњој Сабанти пролази регистрована Крагујевачка планинарска стаза Жежељ-Бешњаја.
Налази се на 43°57’08” северно географске ширине и 20°57’31” источне георафске дужине и са околним селима припада подручју Шумадије.
Под њивама се налази 716,18 ha, воћњацима 128,56 ha, виноградима 6,18 ha, ливадама 229,4 ha, пашњацима 159,6 ha, док остало земљиште заузима 1,62 ha.

## Демографија
У насељу Доња Сабанта живи 559 пунолетних становника, а просечна старост становништва износи 46,6 година (45,6 код мушкараца и 47,7 код жена). 
У насељу постоји 218 домаћинстава, а просечан број чланова по домаћинству је 2,99.
Ово насеље је великим делом насељено Србима (према попису из 2002. године), а у последња три пописа, примећен је пад у броју становника.
|             | \| Демографија[5] \| Демографија[5] \| Демографија[5] \| \| Година \| Становника \| Становника \| \| -------------- \| -------------- \| -------------- \| \| 1948. \| 1.210 \| \| \| 1953. \| 1.122 \| \| \| 1961. \| 1.033 \| \| \| 1971. \| 932 \| \| \| 1981. \| 856 \| \| \| 1991. \| 801 \| 767 \| \| 2002. \| 651 \| 685 \| \| 2011. \| 540 \| \| \| 2022. \| 411 \| \| |            |
| Демографија | |            |
| Година      | Становника | Становника |
| 1948.       | 1.210 |            |
| 1953.       | 1.122 |            |
| 1961.       | 1.033 |            |
| 1971.       | 932 |            |
| 1981.       | 856 |            |
| 1991.       | 801 | 767        |
| 2002.       | 651 | 685        |
| 2011.       | 540 |            |
| 2022.       | 411 |            |

| Етнички састав према попису из 2002.‍ | Етнички састав према попису из 2002.‍ | Етнички састав према попису из 2002.‍ | Етнички састав према попису из 2002.‍ | Етнички састав према попису из 2002.‍ |
| ------------------------------------ | ------------------------------------ | ------------------------------------ | ------------------------------------ | ------------------------------------ |
|                                      |                                      |                                      |                                      |                                      |
| Срби                                 | Срби                                 |                                      | 647                                  | 99,38%                               |
| Југословени                          | Југословени                          |                                      | 2                                    | 0,30%                                |
| непознато                            | непознато                            |                                      | 2                                    | 0,30%                                |

| Доња Сабанта у пописима Јагодинске нахије — од 1818. до 1829.                     |       |       |       |       |       |       |          |       |       |       |       |       |
| Година пописа                                                                     | 1818. | 1819. | 1820. | 1821. | 1822. | 1823. | 1824/25. | 1825. | 1826. | 1827. | 1828. | 1829. |
| Куће                                                                              | 41    | 43    | 46    | 46    | 47    | 46    | 49       | 48    | 48    | 50    | 53    | 54    |
| Пореске главе*                                                                    | -     | 64    | 59    | 62    | 63    | 65    | 67       | 62    | 61    | 63    | 62    | 62    |
| Арачке главе**                                                                    | 124   | 149   | 150   | 152   | 155   | 156   | 162      | 158   | 158   | 162   | 167   | 173   |
| *Пореске главе = Ожењени мушкарци \| ** Арачке главе = Мушкарци од 7 до 70 година |       |       |       |       |       |       |          |       |       |       |       |       |

| Година пописа     | 1948. | 1953. | 1961. | 1971. | 1981. | 1991. | 2002. |
| ----------------- | ----- | ----- | ----- | ----- | ----- | ----- | ----- |
| Број домаћинстава | 235   | 240   | 251   | 252   | 247   | 245   | 218   |

| Број чланова      | 1  | 2  | 3  | 4  | 5  | 6 | 7 | 8 | 9 | 10 и више | Просек |
| ----------------- | -- | -- | -- | -- | -- | - | - | - | - | --------- | ------ |
| Број домаћинстава | 38 | 65 | 38 | 36 | 27 | 8 | 6 | 0 | 0 | 0         | 2,99   |

| Пол    | Укупно | Неожењен/Неудата | Ожењен/Удата | Удовац/Удовица | Разведен/Разведена | Непознато |
| ------ | ------ | ---------------- | ------------ | -------------- | ------------------ | --------- |
| Мушки  | 295    | 81               | 184          | 22             | 8                  | 0         |
| Женски | 289    | 43               | 180          | 60             | 6                  | 0         |
| УКУПНО | 584    | 124              | 364          | 82             | 14                 | 0         |

| Пол    | Укупно                    | Пољопривреда, лов и шумарство | Рибарство                            | Вађење руде и камена | Прерађивачка индустрија       |
| ------ | ------------------------- | ----------------------------- | ------------------------------------ | -------------------- | ----------------------------- |
| Мушки  | 132                       | 22                            | 0                                    | 0                    | 50                            |
| Женски | 81                        | 32                            | 0                                    | 0                    | 14                            |
| УКУПНО | 213                       | 54                            | 0                                    | 0                    | 64                            |
| Пол    | Производња и снабдевање   | Грађевинарство                | Трговина                             | Хотели и ресторани   | Саобраћај, складиштење и везе |
| Мушки  | 5                         | 10                            | 9                                    | 1                    | 6                             |
| Женски | 0                         | 1                             | 13                                   | 1                    | 0                             |
| УКУПНО | 5                         | 11                            | 22                                   | 2                    | 6                             |
| Пол    | Финансијско посредовање   | Некретнине                    | Државна управа и одбрана             | Образовање           | Здравствени и социјални рад   |
| Мушки  | 0                         | 2                             | 4                                    | 16                   | 1                             |
| Женски | 0                         | 0                             | 0                                    | 9                    | 10                            |
| УКУПНО | 0                         | 2                             | 4                                    | 25                   | 11                            |
| Пол    | Остале услужне активности | Приватна домаћинства          | Екстериторијалне организације и тела | Непознато            | Непознато                     |
| Мушки  | 2                         | 0                             | 0                                    | 4                    | 4                             |
| Женски | 1                         | 0                             | 0                                    | 0                    | 0                             |
| УКУПНО | 3                         | 0                             | 0                                    | 4                    | 4                             |